# Бопиј (Горња Гарона)
Бопиј (фр. Beaupuy) насеље је и општина у јужној Француској у региону Миди Пирене, у департману Горња Гарона која припада префектури Тулуз.
По подацима из 2011. године у општини је живело 1.263 становника, а густина насељености је износила 216,27 становника/km². Општина се простире на површини од 5,84 km². Налази се на средњој надморској висини од 153 метара (максималној 221 m, а минималној 152 m).

## Демографија
| 1962. | 1968. | 1975. | 1982. | 1990. | 1999. | 2011. |
| ----- | ----- | ----- | ----- | ----- | ----- | ----- |
| 185   | 196   | 239   | 727   | 1.039 | 1.095 | 1.263 |

График промене броја становника у току последњих година